# قرطيونينات
القرطيونينات (الاسم العلمي: Cerithioidea) هي فوق فصيلة من الرخويات يتبع رتبة الصدفيات الماصة من طائفة بطنيات القدم.

## التصنيف
- القرطيونية
  - القطيوناوات
    - القرطيون
- بوطاميدية
  - البوطاميد
  - اليقرون